# Bandera de Campoo de Yuso
La bandera de Campoo de Yuso es uno de los símbolos del municipio español de Campoo de Yuso (Cantabria), junto a su escudo. Es de paño rectangular, de proporciones 2:3, dividida horizontalmente por mitad, de color verde la parte superior y azul la inferior. El color verde representa los pastos que pueblan dicho municipio; el azul hace referencia al embalse del Ebro.
La bandera fue adoptada en sesión plenaria ordinaria celebrada por el ayuntamiento el día 29 de mayo de 1997 siendo autorizada por el Consejo de Gobierno de Cantabria el día 8 de junio de 1998.